# (11670) Fountain
(11670) Fountain est un astéroïde de la ceinture principale.

## Description
(11670) Fountain est un astéroïde de la ceinture principale. Il fut découvert le 6 janvier 1998 à la station Anderson Mesa par Marc W. Buie. Il présente une orbite caractérisée par un demi-grand axe de 3,10 UA, une excentricité de 0,13 et une inclinaison de 0,9° par rapport à l'écliptique.

## Compléments